# Joaquín d'Harcourt Got
Joaquín d'Harcourt Got (Puerto Príncipe, Capitanía General de Cuba, España, 23 de mayo de 1896 - Ciudad de México, México, 5 de mayo de 1972) fue un médico, cirujano, militar y docente universitario español.

## Biografía
Nacido en la entonces colonia española de Cuba e hijo de un oficial de caballería, tras la derrota española en la Guerra hispano-estadounidense debió marchar a España con su familia.
Realizó estudios de medicina por la Universidad Central de Madrid, licenciándose en 1918. Poco después ingresó en la Sanidad militar, llegando a participar en la guerra de África. En 1921 escapó del Desastre de Annual a través de las líneas rifeñas, logrando regresar a Melilla. Durante su estancia en África fue discípulo del prestigioso Manuel Bastos Ansart. A finales de 1931 se unió al PSOE, integrándose en la Agrupación Socialista Madrileña.
Durante la Guerra civil se mantuvo fiel a la República y se convirtió en el jefe del servicio quirúrgico del Ejército republicano. Su experiencia en el campo médico facilitó el acercamiento de las intervenciones quirúrgicas al mismo frente de guerra. Las técnicas de curación desarrolladas por el médico Josep Trueta también fueron incorporadas por d'Harcourt y extendido su uso dentro de la sanidad militar del Ejército republicano. La llamada "cura oclusiva" de heridas fue desarrollada por Trueta en la Sanidad civil, mientras que d'Harcourt la desarrolló en la sanidad militar. Sin embargo, d'Harcourt ya había practicado esta técnica con heridos durante la Revolución de Asturias en 1934. A medida que avanzó la guerra, tanto en el frente de batalla como en la retaguardia, D'Harcourt consiguió organizar un completo equipo médico que atendía a los heridos y que además estudiaba la eficacia de los tratamientos quirúrgicos. También destacó por el uso de los sulfamidas en las curas por heridas de guerra. En 1938 ostentaba el rango de Teniente coronel. En especial, tuvo una destacada presencia en el Frente de Teruel, la Batalla del Ebro y en el Hospital militar de Vallcarca.
Tras la caída de Cataluña marchó a Francia, donde estuvo internado en los Campos de concentración durante algún tiempo. En 1941 consiguió trasladarse a México junto a otros republicanos exiliados y estableció su nueva residencia. Allí d'Harcourt se convirtió en docente de la Escuela Médico Militar, y a partir de 1944 en la Universidad Nacional Autónoma de México (UNAM). También tuvo una destacada actividad cultural en el Ateneo Español de México, institución de la que fue su primer presidente.
Falleció en México en 1972.